# Ксенарх (стратег)
Ксенарх из Эгиры (др.-греч. Ξεναρχος) — древнегреческий политический деятель. Был послом в Риме для возобновления союза ахейцев с римлянами. В 175—174 годах до н. э. занимал должность стратега Ахейского союза. Был сторонником дружественных отношений с Персеем Македонским.